# Sheyla Gutiérrez
Gutiérrez  Ruiz est un nom espagnol. Le premier nom de famille, en général paternel, est Gutiérrez ; le second, en général maternel, souvent omis, est Ruiz.
Sheyla Gutiérrez Ruiz, née le 1er janvier 1994 à Varea, Logroño, est une coureuse cycliste professionnelle espagnole.

## Biographie
Elle est sixième du championnat du monde sur route juniors 2011 puis septième l'année suivante. Elle est également championne d'Espagne sur route juniors en 2012.
Elle devient professionnelle au sein de l'équipe Lointek. En juin 2013, elle devient championne d'Espagne espoirs et sixième du classement total,.
En 2014, elle se classe troisième du championnat d'Espagne sur route. En 2015, elle gagne le Grand Prix de Plumelec. L'année suivante, elle intègre l'équipe américaine Cylance.
À la Setmana Ciclista Valenciana, lors de la deuxième étape, la photo finish doit départager Sandra Alonso et Sheyla Gutiérrez au profit de la première. Sheyla Gutiérrez est de nouveau deuxième du sprint sur la troisième étape, cette fois devancée par Alice Barnes. Elle est troisième de la dernière étape. 
Au Women's Tour, Sheyla Gutiérrez est quatrième du sprint de la première étape. Le lendemain, elle fait partie des deux groupes d'échappée. Elle prend la troisième place du sprint. Elle est ensuite quatrième des quatrième étape et sixième étape.

## Palmarès sur route

### Par années
- 2011
  - 2e du championnat d'Espagne sur route juniors
- 2012
  -  Championne d'Espagne sur route juniors
  - 2e du championnat d'Espagne du contre-la-montre juniors
- 2013
  -  Championne d'Espagne sur route espoirs
- 2014
  -  Championne d'Espagne sur route espoirs
  - 3e du championnat d'Espagne sur route
- 2015
  - Grand Prix de Plumelec
  - 2e du championnat d'Espagne du contre-la-montre
- 2016
  - 3e du championnat d'Espagne sur route
  - 8e du championnat du monde sur route
- 2017
  -  Championne d'Espagne sur route
  - Le Samyn des Dames
  - 7e étape du Tour d'Italie
  - 3e du championnat d'Espagne du contre-la-montre
- 2018
  - Tour de l'île de Zhoushan
  - Panorama Guizhou International : 
    - Classement général
    - 1re étape
- 2019
  -  Championne d'Espagne du contre-la-montre
  - 3e du Grand Prix de Plumelec-Morbihan
- 2020
  - La Périgord Ladies
  - 3e du championnat d'Espagne du contre-la-montre
- 2022
  - 1re et 2e étapes du Tour de l'Ardèche
  - 2e du championnat d'Espagne sur route
- 2023
  - 2e du Gran Premio Ciudad de Eibar
- 2024
  - La Picto-Charentaise

### Résultats sur les grands tours

#### Tour d'Italie
6 participations
- 2016 : 73e
- 2017 : 56e, vainqueure de la 7e étape
- 2018 : 83e
- 2019 : 113e
- 2021 : hors délais (4e étape)
- 2023 : 118e

#### Tour de France
3 participations :
- 2022 : 96e
- 2023 : 89e
- 2024 : non-partante (8e étape)

#### Tour d'Espagne
1 participation
- 2024 : 66e

### Classements mondiaux
| Année                                 | 2014 | 2015 | 2016 | 2017 | 2018 | 2019 | 2020 | 2021 | 2022 | 2023 | 2024 |
| ------------------------------------- | ---- | ---- | ---- | ---- | ---- | ---- | ---- | ---- | ---- | ---- | ---- |
| Classement UCI                        | 243e | 68e  | 55e  | 37e  | 92e  | 62e  | 147e | 105e | 175e | 201e | 234e |
| UCI World Tour                        |      |      | 44e  | 36e  | 78e  | 71e  | nc   | 68e  | 132e | 210e | 243e |
|                                       |      |      |      |      |      |      |      |      |      |      |      |
| Légende : nc = non classéSource : UCI |      |      |      |      |      |      |      |      |      |      |      |

## Palmarès sur piste

### Championnats nationaux
- 2014
  - 2e de la poursuite